# 光叶紫珠
光叶紫珠（学名：Callicarpa lingii）是马鞭草科紫珠属的植物，为中国的特有植物。分布在中国大陆的安徽、江西、浙江等地，生长于海拔300米的地区，见于丘陵及山坡上，目前尚未由人工引种栽培。

## 别名
绿英柴（安徽）